# Welcome Home (album)
Welcome Home is het debuutalbum van de Vlaamse zanger Stan Van Samang. Het album werd uitgebracht op 23 november 2007, een jaar en één dag na Van Samang's overwinning in Steracteur Sterartiest. Het album stond op de derde positie in de Vlaamse Ultratop 50 Albums en behaalde op 31 december 2007 de gouden status in België. Later werd het album ook platina.
De vier singles afkomstig van het album stonden allen in de Ultratop 50. De eerste single, Scars, stond in totaal zes weken op de eerste positie en behaalde de gouden positie op 29 september 2007. Daarnaast eindigde het nummer in 2007 op de dertiende plaats in Donna's Top 2000.

## Achtergrond
Scars werd gekozen als Van Samang's eerste single. Het nummer kwam op 16 juni 2007 binnen in de Ultratop 50 en in de vijf maanden dat het in de lijst stond, stond het in totaal zes weken op de eerste positie. Daarnaast was het ook enige tijd Donna's Smaakmaker. Scars gaat over het kantelmoment in een mensenleven waarop je achteruit blikt en de littekens van het verleden ziet, met andere woorden: de littekens op je ziel. Op de single stond als tweede track de instrumentale versie van het nummer.
Zijn tweede single, Poison, kwam uit in november 2007. Het nummer piekte op een elfde positie in de Ultratop en stond zo'n drie maanden in de lijst. Als bonustrack bevatte de single de Montana-versie van het nummer.
Sirens werd met een licht gewijzigde titel single nummer drie. Siren kwam op 16 februari 2008 de Ultratop binnen op de 16e plek, tevens de hoogste positie die de single haalde. Als bonustrack werden de albumversie van Siren en een live acoustic versie van Radiohead's Creep toegevoegd. Welcome Home werd de vierde single, maar raakte niet in de hitparades. Als bonustrack kreeg het schijf je de Florabama-mix van Wasted mee.
De nummers Just A Girl, Looking For Me en Welcome Home schreef Van Samang op Song City 2007 in Zottegem, in samenwerking met onder andere Kit Hain en B.J. Scott. Daarnaast bevat Welcome Home ook een nummer geschreven door James Blunt.
Als bonus bevat het album ook vier akoestische nummers. Deze nummers zijn, onder de noemer The Montana Sessions, opgenomen in de ICP Studio's in Brussel. Twee van deze nummers zijn covers; het betreft Ray Of Light van Madonna en My Hero van Foo Fighters.

## Hitlijsten
| Album Welcome Home in Ultratop 50. | Album Welcome Home in Ultratop 50. | Album Welcome Home in Ultratop 50. | Album Welcome Home in Ultratop 50. | Album Welcome Home in Ultratop 50. | Album Welcome Home in Ultratop 50. | Album Welcome Home in Ultratop 50. | Album Welcome Home in Ultratop 50. | Album Welcome Home in Ultratop 50. | Album Welcome Home in Ultratop 50. | Album Welcome Home in Ultratop 50. | Album Welcome Home in Ultratop 50. | Album Welcome Home in Ultratop 50. | Album Welcome Home in Ultratop 50. | Album Welcome Home in Ultratop 50. | Album Welcome Home in Ultratop 50. | Album Welcome Home in Ultratop 50. | Album Welcome Home in Ultratop 50. | Album Welcome Home in Ultratop 50. | Album Welcome Home in Ultratop 50. | Album Welcome Home in Ultratop 50. | Album Welcome Home in Ultratop 50. | Album Welcome Home in Ultratop 50. | Album Welcome Home in Ultratop 50. | Album Welcome Home in Ultratop 50. | Album Welcome Home in Ultratop 50. |
| Titel                              | Verschenen                         | Binnenkomst                        | 01                                 | 02                                 | 03                                 | 04                                 | 05                                 | 06                                 | 07                                 | 08                                 | 09                                 | 10                                 | 11                                 | 12                                 | 13                                 | 14                                 | 15                                 | 16                                 | 17                                 | 18                                 | 19                                 | 20                                 | 21                                 | 22                                 | Laatste notering                   |
| ---------------------------------- | ---------------------------------- | ---------------------------------- | ---------------------------------- | ---------------------------------- | ---------------------------------- | ---------------------------------- | ---------------------------------- | ---------------------------------- | ---------------------------------- | ---------------------------------- | ---------------------------------- | ---------------------------------- | ---------------------------------- | ---------------------------------- | ---------------------------------- | ---------------------------------- | ---------------------------------- | ---------------------------------- | ---------------------------------- | ---------------------------------- | ---------------------------------- | ---------------------------------- | ---------------------------------- | ---------------------------------- | ---------------------------------- |
| Welcome Home                       | 26/11/07                           | 01/12/07                           | 12                                 | 3                                  | 3                                  | 4                                  | 4                                  | 5                                  | 6                                  | 6                                  | 7                                  | 10                                 | 15                                 | 18                                 | 18                                 | 21                                 | 28                                 | 37                                 | 42                                 | 51                                 | 32                                 | 39                                 | 56                                 | 79                                 |                                    |
|                                    |                                    |                                    | 23                                 | 24                                 | 25                                 | 26                                 | 27                                 | 28                                 | 29                                 | 30                                 | 31                                 | 32                                 | 33                                 | 34                                 | 35                                 | 36                                 | 37                                 | 38                                 | 39                                 | 40                                 | 41                                 | 42                                 | 43                                 | 44                                 | Laatste notering                   |
|                                    |                                    |                                    | 76                                 | 67                                 | 43                                 | 26                                 | 23                                 | 32                                 | 40                                 | 45                                 | 69                                 | 44                                 | 57                                 | 60                                 | 52                                 | 67                                 | 66                                 | 100                                | 80                                 | 65                                 | 67                                 | 80                                 | -                                  | -                                  | 13/09/08                           |

| Singles Welcome Home in Ultratop 100 Albums. | Singles Welcome Home in Ultratop 100 Albums. | Singles Welcome Home in Ultratop 100 Albums. | Singles Welcome Home in Ultratop 100 Albums. | Singles Welcome Home in Ultratop 100 Albums. | Singles Welcome Home in Ultratop 100 Albums. | Singles Welcome Home in Ultratop 100 Albums. | Singles Welcome Home in Ultratop 100 Albums. | Singles Welcome Home in Ultratop 100 Albums. | Singles Welcome Home in Ultratop 100 Albums. | Singles Welcome Home in Ultratop 100 Albums. | Singles Welcome Home in Ultratop 100 Albums. | Singles Welcome Home in Ultratop 100 Albums. | Singles Welcome Home in Ultratop 100 Albums. | Singles Welcome Home in Ultratop 100 Albums. | Singles Welcome Home in Ultratop 100 Albums. | Singles Welcome Home in Ultratop 100 Albums. | Singles Welcome Home in Ultratop 100 Albums. | Singles Welcome Home in Ultratop 100 Albums. | Singles Welcome Home in Ultratop 100 Albums. | Singles Welcome Home in Ultratop 100 Albums. | Singles Welcome Home in Ultratop 100 Albums. | Singles Welcome Home in Ultratop 100 Albums. | Singles Welcome Home in Ultratop 100 Albums. | Singles Welcome Home in Ultratop 100 Albums. | Singles Welcome Home in Ultratop 100 Albums. |
| Titel                                        | Verschenen                                   | Binnenkomst                                  | 01                                           | 02                                           | 03                                           | 04                                           | 05                                           | 06                                           | 07                                           | 08                                           | 09                                           | 10                                           | 11                                           | 12                                           | 13                                           | 14                                           | 15                                           | 16                                           | 17                                           | 18                                           | 19                                           | 20                                           | 21                                           | 22                                           | Laatste notering                             |
| -------------------------------------------- | -------------------------------------------- | -------------------------------------------- | -------------------------------------------- | -------------------------------------------- | -------------------------------------------- | -------------------------------------------- | -------------------------------------------- | -------------------------------------------- | -------------------------------------------- | -------------------------------------------- | -------------------------------------------- | -------------------------------------------- | -------------------------------------------- | -------------------------------------------- | -------------------------------------------- | -------------------------------------------- | -------------------------------------------- | -------------------------------------------- | -------------------------------------------- | -------------------------------------------- | -------------------------------------------- | -------------------------------------------- | -------------------------------------------- | -------------------------------------------- | -------------------------------------------- |
| Scars                                        |                                              | 16/06/07                                     | 20                                           | 20                                           | 19                                           | 11                                           | 4                                            | 1                                            | 2                                            | 2                                            | 1                                            | 1                                            | 1                                            | 1                                            | 2                                            | 2                                            | 1                                            | 3                                            | 5                                            | 8                                            | 14                                           | 21                                           | 29                                           | 41                                           | 10/11/07                                     |
| Poison                                       |                                              | 10/11/07                                     | 35                                           | 24                                           | 18                                           | 18                                           | 16                                           | 14                                           | 11                                           | 17                                           | 23                                           | 23                                           | 20                                           | 25                                           | 40                                           | -                                            | -                                            | -                                            | -                                            | -                                            | -                                            | -                                            | -                                            | -                                            | 02/02/08                                     |
| Siren                                        | 01/02/08                                     | 16/02/08                                     | 16                                           | 26                                           | 27                                           | 20                                           | 24                                           | 46                                           | 34                                           | 34                                           | 36                                           | -                                            | -                                            | -                                            | -                                            | -                                            | -                                            | -                                            | -                                            | -                                            | -                                            | -                                            | -                                            | -                                            | 12/04/08                                     |
| Welcome Home                                 |                                              | 17/05/08                                     | 15                                           | 15                                           | 15                                           | -                                            | -                                            | -                                            | -                                            | -                                            | -                                            | -                                            | -                                            | -                                            | -                                            | -                                            | -                                            | -                                            | -                                            | -                                            | -                                            | -                                            | -                                            | -                                            |                                              |

## Tracklist
1. "Scars" (Stefaan Fernande / Luca Chiaravalli / Biagio Sturiale) - 3:50
2. "Wasted" (T. Guthrie / A. Bojanic / E. Hooper / C. Fisher) - 3:42
3. "Face Down" (Yves Jongen) - 3:32
4. "Don't Let Me Down" (James Blunt / Peter-John Vettese) - 3:13
5. "Sirens" (Sven Tydeman) - 3:20
6. "Poison" (Kit Hain / Sacha Skarbek) - 3:21
7. "Watcha Gonna Do" (A. Bojanic / E. Hooper) - 3:57
8. "Shades" (Tom Vanstiphout) - 4:07
9. "Just A Girl" (Stan Van Samang / Kit Hain / Vincent Pierins) - 3:20
10. "Looking For Me" (Stan Van Samang / B.J. Scott / Ronald Vanhuffel) - 3:38
11. "Welcome Home" (Stan Van Samang / Vincent Pierins / B.J. Scott) - 3:28

"The Montana Sessions" Live @ ICP Studio's, Brussels
1. "Poison" (Kit Hain / Sacha Skarbek) - 3:36
2. "My Hero" (David Grohl / Nate Mendel / Georg Ruthenberg) - 4:03
3. "Ray Of Light" (David Atkins / Madonna Ciccone / Clive Skinner / William Wainwright) - 3:11
4. "Scars" (Stefaan Fernande / Luca Chiaravalli / Biagio Sturiale) - 4:03

## Muzikanten
- Stan Van Samang: zang, gitaar Montana Sessions.
- Jody Pijper & Lodewijk Van Gorp: achtergrondzang.
- Eric Melaerts: gitaren, toetsen en programmatie.
- Michel van Schie: bas-gitaar.
- Evert Verhees: bas-gitaar (Scars).
- Marc Bonne: drums
- Steve Willaert: piano (Welcome Home).
- Babel: piano (Just A Girl, Don't Let Me Down), elektrische piano (Shades).
- Guus Fluit: programmatie, gitaar (Scars).
- Jo Franken: programmatie (Scars).